# Wikariat Sacavém
Wikariat Sacavém − jeden z 17 wikariatów Patriarchatu Lizbony, składający się z 9 parafii:
- Parafia Matki Bożej Wcielenia w Apelação
- Parafia Matki Bożej Ucieczki Grzesznych w Bobadela
- Parafia św. Jakuba w Camarate
- Parafia św. Józefa w Catujal
- Parafia św. Piotra w Prior Velho
- Parafia Matki Bożej Oczyszczenia w Sacavém
- Parafia św. Ireny Portugalskiej w Santa Iria da Azóia
- Parafia św. Jana Chrzciciela w São João da Talha
- Parafia św. Sylwestra w Unhos